# Pedicularis tristis
Pedicularis tristis är en snyltrotsväxtart som beskrevs av Carl von Linné. Pedicularis tristis ingår i släktet spiror, och familjen snyltrotsväxter. Inga underarter finns listade i Catalogue of Life.